# Ole Jørgen Moe
Ole Jørgen Moe pseudonim Apollyon (ur. 1 kwietnia 1974 w Kolbotn), znany również jako OJ Noir – norweski muzyk, kompozytor i multiinstrumentalista. Ole Jørgen Moe znany jest z występów w takich grupach muzycznych jak: Dødheimsgard, Cadaver, Aura Noir, Lamented Souls, Immortal czy Gorgoroth. Gościnnie zaśpiewał na albumach pt. Sardonic Wrath i Plaguewielder grupy Darkthrone oraz minialbumie grupy Audiopain z roku 2000 o tytule 1986. 
Apollyon wystąpił również jako basista podczas koncertu dedykowanemu pamięci szwedzkiego multiinstrumentalisty i wokalisty Quorthona założyciela grupy Bathory, który odbył się podczas festiwalu Hole in the Sky. Podczas wspomnianego koncertu wystąpili również perkusista Bård Eithun, gitarzyści Samoth i Ivar Bjørnson oraz wokaliści Gaahl, Abbath (znany z grupy Immortal), Grutle Kjellson (znany z grupy Enslaved), Nocturno Culto oraz Satyr.

## Dyskografia
| Immortal - All Shall Fall (2009, Nuclear Blast) Aura Noir - Two Voices, One King (demo, 1994, wydanie własne) - Dreams Like Deserts (EP, 1995, Hot Records) - Black Thrash Attack (1996, Malicious Records) - Deep Tracts of Hell (1998, Hammerheart Records) - The Merciless (2004, Tyrant Syndicate) - Hades Rise (2008, Peaceville Records) Lamented Souls - Soulstorm (demo, 1992, wydanie własne) - Demo '95 (demo, 1995, wydanie własne) - Essence of Wounds (singel, 2003, Duplicate Records) - The Origins of Misery (2004, Duplicate Records) |  | Dødheimsgard - Monumental Possession (1996, Malicious Records) - Satanic Art (EP, 1998, Moonfog Productions) - 666 International (1999, Moonfog Productions) Cadaver Inc. - Primal (demo, 2000, Rapax Records) - Live inferno (2002, Rapax Records) - Discipline (2001, Earache Records) Cadaver - Necrosis (2004, Candlelight Records) Waklevören - Brutal Agenda (EP, 2005, Neseblod Records) - Tiden lager alle sår (EP, 2007, Neseblod Records) |

## Wideografia
- Gorgoroth - Black Mass Krakow 2004 (DVD, 2008, Metal Mind Productions)
- Immortal - The Seventh Day of Blashyrkh (DVD, 2010, Nuclear Blast)

## Filmografia
- The Misanthrope (2007, film dokumentalny, reżyseria: Ted Skjellum)[6]